# Archidiocèse de Bamberg
L'archidiocèse de Bamberg est un archidiocèse métropolitain de rite romain créé le 1er avril 1818, succédant au diocèse de Bamberg. 
L'archidiocèse est situé dans la ville de Bamberg, en Allemagne. Son nom latin est Archidioecesis Bambergensis. L'archevêque est actuellement Herwig Gössl depuis le 9 décembre 2023.

## Suffragants

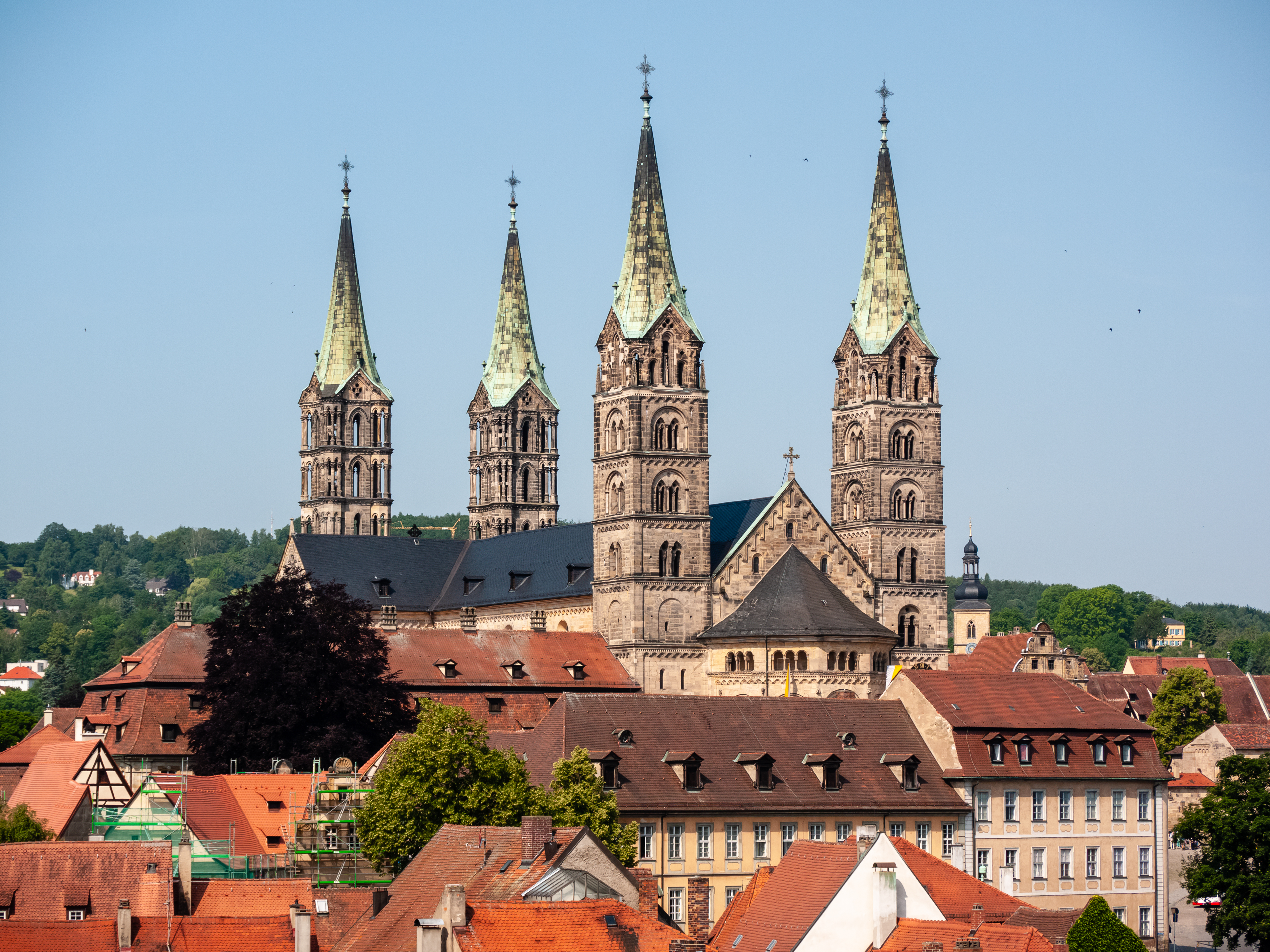
La cathédrale de Bamberg.

- Diocèse d'Eichstätt
- Diocèse de Spire
- Diocèse de Wurtzbourg